# Jubu
Jubu – gaun wikas samiti we wschodniej części Nepalu w strefie Sagarmatha w dystrykcie Solukhumbu. Według nepalskiego spisu powszechnego z 2001 roku liczył on 796 gospodarstw domowych i 3964 mieszkańców (2040 kobiet i 1924 mężczyzn).